# اروین خاچیکیان
اِروین خاچیکیان (ارمنی: Էրվին Խաչիկյան; متولد ۱۳۵۲ در تهران)، موسیقی‌دان ایرانی ارمنی‌تبار است. او پایه‌گذار گروه کارمندان است که بر فعالیت‌های بازاریابی موسیقی ایرانی تمرکز دارد. وی با تنظیم‌های موفقش برای دو آلبوم «نقاب» و «بی‌سرزمین‌تر از باد» برای سیاوش قمیشی در ایران مشهور شد.

## زندگی
اِروین در خانواده‌ای اهل موسیقی بزرگ شد و از ابتدا تحت تأثیر استعداد پدرش در نوازندگی گیتار و پیتر گابریل قرار گرفت.
او در سال ۱۳۶۶ به آمریکا مهاجرت کرد و یادگیری موسیقی را ادامه داد. همزمان با ادامه تحصیلات در کالج، اروین به صورت خصوصی موسیقی را فرا گرفت و همزمان در مدرسه موسیقی گروو حضور داشت.
در سال ۱۹۹۶ مدرک لیسانس روان‌شناسی را از دانشگاه کال استیت اخذ نمود و فارغ‌التحصیل شد و شروع به کار موسیقی به عنوان یک نوازنده حرفه‌ای کرد. در ادامه به اکثر کشورهای جهان از جمله آمریکا، کانادا، خاورمیانه، استرالیا و اروپا سفر کرد و با خواننده‌های معروفی همکاری کرد.
اروین بر اساس تجربه ای که در موسیقی کسب کرده بود به عنوان نوازنده تصمیم گرفت کار ضبط در استودیو را شروع کند. در سال ۲۰۰۰ شروع به تولید یک آلبوم از سبک مورد علاقه خودش کرد. همچنین تنظیم و تولید چندین آلبوم از جمله سیاوش قمیشی و گروه موسیقی خودش را انجام داد که عمدتاً در قالب آهنگ‌ها راک هستند.
آخرین هدف این آهنگساز انجام پروژه مشترک تشکیل یک گروه موسیقی راک به نام اسلو موشن رین بوده است. با گذشت بیش از ۱۰ سال از حضور حرفه‌ای در صحنه موسیقی، اروین اعتقاد دارد مهم‌ترین مسئله زندگی این است که تعادل و آرامش در زندگی انسان برقرار و همواره آماده یادگیری چیزهای جدیدی باشد.
او در سال‌های اخیر با رعنا منصور خواننده ایرانی امریکایی‌تبار ازدواج کرد و آهنگساز و تهیه‌کننده آثارش بود.

## همکاری با سیاوش قمیشی
اروین با تنظیم دو آلبوم به نام‌های نقاب و بی سرزمین تر از باد برای سیاوش قمیشی در ایران مشهور شد. آلبوم نقاب در سال ۱۳۸۱ منتشر شده است که حاصل اولین همکاری موفق سیاوش قمیشی با هنرمندانی چون اروین خاچیکیان (به عنوان تنظیم کننده) و یغما گلرویی (به عنوان ترانه‌سرا) می‌باشد. آهنگ دوم این آلبوم «خاطره» نام دارد که در دستگاه چهارگاه و به سبک موسیقی ترنس ساخته شده است. گیتار باس، کیبورد، برنامه‌ریزی و تنظیم تمام آهنگ‌های این آلبوم به عهده اروین خاچیکیان بوده است. اِروین خاچیکیان با این آلبوم برای اولین بار در ایران شناسانده و مشهور شد. آلبوم بی سرزمین تر از باد که در سال ۱۳۸۲ منتشر شده است، حاصل ادامه همکاری‌های موفق سیاوش با اروین خاچیکیان با سیاوش قمیشی است (به عنوان تنظیم کننده) و یغما گلرویی (به عنوان ترانه‌سرا) می‌باشد. تمام آهنگ‌های این آلبوم توسط اروین خاچیکیان تنظیم شده‌اند. آهنگ بی سرزمین تر از باد به سبک موسیقی ترنس ساخته شده است. اروین خاچیکیان برای اولین بار در آهنگ‌های ایرانی از تکنیک Backmasking (به فارسی: نهان‌سازی در برگردان) در آهنگ پرسه (زمان ۳:۰۶) از این آلبوم استفاده کرده است. این قسمت از آهنگ، ابتدا خالی بود که تصمیم گرفتند گیتار سولو بگذارند و بعد به دلایلی نشد. سپس دختری را آوردند تا روی آن قسمت بخواند و این بار هم نتیجه کار جالب نشد تا اینکه نهایت اِروین پیشنهاد معکوس کردن صدا را داد و سیاوش هم پذیرفت. در واقع این قسمت، برگردان قسمت زیر از آهنگ است:

شونه به شونه می‌رفتیم من و تو تو جشن بارون

حالا تو نیستی و خیسه چشمای من و خیابون

## آثار
| خواننده     | نام ترانه          | ترانه‌سرا           | آهنگساز        | تنظیم          |
| ----------- | ------------------ | ------------------ | -------------- | -------------- |
| سیاوش قمیشی | نقاب               | یغما گلرویی        | سیاوش قمیشی    | اروین خاچیکیان |
| سیاوش قمیشی | خاطره              | علی فرید           | سیاوش قمیشی    | اروین خاچیکیان |
| سیاوش قمیشی | برگ                | مریم قاضی          | سیاوش قمیشی    | اروین خاچیکیان |
| سیاوش قمیشی | خسته شدم           | یغما گلرویی        | سیاوش قمیشی    | اروین خاچیکیان |
| سیاوش قمیشی | فاصله              | یغما گلرویی        | سیاوش قمیشی    | اروین خاچیکیان |
| سیاوش قمیشی | میلاد              | سولماز وکیل‌پور     | سیاوش قمیشی    | اروین خاچیکیان |
| سیاوش قمیشی | آخرین نامه (آدمکا) | علی فرید           | سیاوش قمیشی    | اروین خاچیکیان |
| سیاوش قمیشی | بی‌سرزمین‌تر از باد  | یغما گلرویی        | سیاوش قمیشی    | اروین خاچیکیان |
| سیاوش قمیشی | لعنت               | یغما گلرویی        | سیاوش قمیشی    | اروین خاچیکیان |
| سیاوش قمیشی | پرسه               | یغما گلرویی        | سیاوش قمیشی    | اروین خاچیکیان |
| سیاوش قمیشی | عسل بانو           | یغما گلرویی        | سیاوش قمیشی    | اروین خاچیکیان |
| سیاوش قمیشی | اگه تو بری         | ساسان مقدس         | سیاوش قمیشی    | اروین خاچیکیان |
| سیاوش قمیشی | دریای مغرب         | بهمن کاظمیان       | بهمن کاظمیان   | اروین خاچیکیان |
| سیاوش قمیشی | نفس بکش            | یغما گلرویی        | سیاوش قمیشی    | اروین خاچیکیان |
| حبیب        | اشاره              | مهین آبادانی       | حبیب           | اروین خاچیکیان |
| مارتیک      | با تو بد نیستم     | زویا زاکاریان      | زویا زاکاریان  | اروین خاچیکیان |
| مارتیک      | دوستم داشته باش    | شهیار قنبری        | مارتیک         | اروین خاچیکیان |
| هلن         | فقط تو نیستی       | بابک صحرایی        | یاسر محمودی    | اروین خاچیکیان |
| منصور       | داد و بیداد        | بابک روزبه         | منصور          | اروین خاچیکیان |
| منصور       | بازی               | بابک روزبه         | منصور          | اروین خاچیکیان |
| منصور       | نمیتونی            | بابک روزبه         | منصور          | اروین خاچیکیان |
| منصور       | بی‌خوابی            | بابک روزبه         | منصور          | اروین خاچیکیان |
| سامان       | دل                 | آهو                | سامان          | اروین خاچیکیان |
| سامان       | فرودگاه            | فریبا مهرانفر      | سامان          | اروین خاچیکیان |
| سعید محمدی  | اما تو چیز دیگری   | سعید محمدی، مولانا | سعید محمدی     | اروین خاچیکیان |
| سعید محمدی  | ایمیل              | سعید محمدی         | سعید محمدی     | اروین خاچیکیان |
| سعید محمدی  | درخت بی سایه       | سعید محمدی         | سعید محمدی     | اروین خاچیکیان |
| سعید محمدی  | اون منم            | سعید محمدی         | سعید محمدی     | اروین خاچیکیان |
| قیصر        | آقا موشه           | امین بامشاد        | افشین          | اروین خاچیکیان |
| قیصر        | التماس             | اشکان رحیمی        | پدرام کشتکار   | اروین خاچیکیان |
| قیصر        | لالایی             | اشکان رحیمی        | پدرام کشتکار   | اروین خاچیکیان |
| قیصر        | بارون              | منوچهر پویا        | قیصر           | اروین خاچیکیان |
| ژولیت       | آینه               | ژولیت              | ژولیت          | اروین خاچیکیان |
| کارمندان    | بارون              | یغما گلرویی        | اروین خاچیکیان | اروین خاچیکیان |

## تک آهنگ
| سال  | خواننده                    | عنوان   | آهنگساز                      | تنظیم کننده                |
| ---- | -------------------------- | ------- | ---------------------------- | -------------------------- |
| ۲۰۱۸ | اروین خاچیکیان و نیاز نواب | چرخیدیم | اروین خاچیکیان، امید اولیایی | حمید شکاری، اروین خاچیکیان |